# Neighborhood 3 (Power Out)
Den korrekta titeln på denna artikel är Neighborhood #3 (Power Out); av tekniska skäl är inte tecknet "#" med.
"Neighborhood #3 (Power Out)" är en låt av kanadensiska indierock bandet Arcade Fire. Det är deras tredje singel från debutalbumet Funeral. Låten handlar om den stormen som lamslog Québec 1998.